# Fell on Black Days
Fell on Black Days – utwór amerykańskiej grupy grunge'owej Soundgarden. Autorem tekstu i muzyki jest wokalista Chris Cornell. "Fell on Black Days" został wydany w 1994 roku, jako piąty singel promujący czwarty pełny album zespołu, Superunknown. Utwór został odnotowany na 4. miejscu, w zestawieniu Billboard Mainstream Rock Tracks. W 1997 roku utwór znalazł się na albumie A-Sides zawierającym największe przeboje grupy.

## Kompozycja
"Fell on Black Days" zostało napisane przez frontmana Chrisa Cornella w metrum 6/4. 

## Wydanie i odbiór
"Fell on Black Days" został wydany w 1994 roku, jako piąty singel z albumu "Superunknown". Na stronie B singla, znalazły się utwory "Kyle Petty, Son of Richard" i "Motorcycle Loop". Wcześniej, znane było kilka wersji demo utworu, jednak żadna z nich zbytnio nie przypominała ostatecznej wersji. Piosenka pojawiła się w magazynie Billboard's Hot 100 Airplay, docierając do 54  miejsca w dziesiątym tygodniu. Piosenka znalazła się najwyżej na czwartym miejscu na Billboard Mainstream Rock Tracks i na 13. miejscu na liście Billboard Modern Rock Tracks.
Poza Stanami Zjednoczonymi, singel został wydany w Australii i Wielkiej Brytanii. W Kanadzie, utwór znalazł się w pierwszej 70 na kanadyjskiej liście przebojów i pozostawał w niej przez dwa tygodnie. "Fell On Black Days" znalazł się w pierwszej 50 w Holandii i Irlandii.

## Teledysk
Teledysk został wyreżyserowany przez Jake'a Scotta, który później współpracował z zespołem przy tworzeniu teledysku do "Burden in my hand". Ascetyczny, czarno-biały teledysk, został nakręcony w Bad Animals Studio. Na owym wideo, zespół prezentuje utwór. Wideo zostało wydane w październiku 1994. Można go znaleźć na "Alive in the Superunknown", a także na albumie EP - "Songs from the Superunknown".

## Na żywo
Wykonanie utworu na żywo, można znaleźć na singlach "Black Hole Sun" i "Fell on Black Days". 

## Covery
Zespół Classic Case nagrał swoją wersje utworu "Fell on Black Days" na albumie EP "Black Unicorn Split".

## Lista utworów
Promocyjne CD (USA)
1. "Fell on Black Days" (radio edit)

Promocyjne CD (USA)
1. "Fell on Black Days" (alternate mix)
2. "Fell on Black Days" – 4:42

CD (Wielka Brytania)
1. "Fell on Black Days" – 4:42
2. "Kyle Petty, Son of Richard" (Cornell, Kim Thayil) – 4:06
3. "Fell on Black Days" (video version) – 5:26

CD (Wielka Brytania)
1. "Fell on Black Days" – 4:42
2. "Girl U Want" (Gerald Casale, Mark Mothersbaugh) – 3:29
3. "Fell on Black Days" (demo) – 4:01

CD (Europa)
1. "Fell on Black Days" – 4:42
2. "Motorcycle Loop" (short version) (Thayil) – 1:32
3. "Girl U Want" (Casale, Mothersbaugh) – 3:29
4. "Fell on Black Days" (demo) – 4:03

CD (Europa)
1. "Fell on Black Days" – 4:42
2. "Kyle Petty, Son of Richard" (Cornell, Thayil) – 4:06
3. "Birth Ritual" (Cornell, Matt Cameron, Thayil) – 5:51
4. "Fell on Black Days" (live) – 4:52
  - Nagrane 16 kwietnia, 1993 w Pine Knob Music Theatre Clarkston, Michigan.

CD (Europa)
1. "Fell on Black Days" – 4:42
2. "My Wave" (live) (Cornell, Thayil) – 4:34
  - Nagrane na żywo 20 sierpnia, 1993 na Jones Beach Amphitheater w Wantagh, New York.

7" Winyl (Europa and Wielka Brytania)
1. "Fell on Black Days" – 4:42
2. "Motorcycle Loop" (Thayil)
3. "Kyle Petty, Son of Richard" (Cornell, Thayil) – 4:07

CD (Australia)
1. "Fell on Black Days" – 4:42
2. "Kyle Petty, Son of Richard" (Cornell, Thayil) – 4:07
3. "Fell on Black Days" (demo) – 4:04
4. "Motorcycle Loop" (short version) (Thayil) – 1:34
5. "Fell on Black Days" (live) – 4:52

CD (Australia)
1. "Fell on Black Days" – 4:42
2. "Kyle Petty, Son of Richard" (Cornell, Thayil) – 4:07

Jukebox 7" Winyl (USA)
1. "Fell on Black Days" – 4:42
2. "My Wave" (Cornell, Thayil) – 5:12

## Pozycje w zestawieniach
| Zestawienie (1994)           | Pozycja |
| ---------------------------- | ------- |
| US Billboard Hot 100 Airplay | 54      |
| US Mainstream Rock Tracks    | 4       |
| US Modern Rock Tracks        | 13      |
| Canadian Singles Chart       | 66      |
| Zestawienie (1995)           | Pozycja |
| Irish Singles Chart          | 14      |
| UK Singles Chart             | 24      |
| Dutch Singles Chart          | 45      |